# Ambohitra
Ambohitra är ett 1 475 meter högt berg på Madagaskar. Ambohitra är beläget strax söder om orten Antsiranana.